# Rorippa anceps x
Rorippa anceps x là một loài thực vật có hoa trong họ Cải. Loài này được (Wahlenb.) Rchb. miêu tả khoa học đầu tiên năm 1837.